# Birgit Skarstein
Birgit Lovise Røkkum Skarstein (* 10. Februar 1989 in Levanger) ist eine norwegische Behindertensportlerin in den Disziplinen Para Skilanglauf (Para Ski nordisch) und Pararudern. Sie ist vierfache Weltmeisterin im Pararudern und hält mit 10:13,630 den Weltrekord in der Klasse PR1W1x über 2000 Meter. Neben ihrer Sportlerkarriere engagiert sie sich stark sozial und politisch.

## Leben
Birgit Skarstein wuchs in Levanger im Fylke Trøndelag auf und begann früh mit dem Schwimmen und Orientierungslauf. Nach Abschluss der Schule arbeitete sie in einem Kinderheim in Thailand. Bei einer Reise nach Malaysia im Dezember 2008 zog sie sich eine schwere Fußverletzung zu, die zu 16 Operationen führte. Nach Komplikationen bei einer Periduralanästhesie bei der letzten dieser Operationen wurde sie von der Hüfte abwärts gelähmt. 2009 zog Skarstein nach Oslo und studierte Politikwissenschaft an der Universität Oslo.
Der breiten Öffentlichkeit wurde Skarstein 2012 durch ihre Teilnahme an der Realityserie Ingen Grenser bekannt, in der Teilnehmer mit verschiedenen körperlichen Behinderungen gemeinsam mit dem Abenteurer Lars Monsen eine 400 Kilometer lange Expedition durchführten, die mit der Besteigung der 2286 Meter hohen Snøhetta ihren Höhepunkt hatte. Im Jahr 2022 nahm sie an der dritten Staffel der Musikshow Maskorama teil. Dort schied sie in der ersten Folge aus.

## Sportliche Karriere
Nach ihrer Rückenmarksverletzung begann Skarstein mit dem Pararudern und debütierte 2013 im Weltcup. Im gleichen Jahr wurde sie Vizeweltmeisterin im Einer. Im Jahr darauf gewann sie ihren ersten Weltmeistertitel, gefolgt von drei weiteren Titeln in den Jahren 2017, 2018 und 2019, sowie einer Bronzemedaille 2015. Neben dem Pararudern ist sie auch im Paralanglauf aktiv, und nutzt diesen als Training um sich im Rudern weiter zu verbessern. Trotzdem ist sie auch in dieser Sportart in der Weltspitze und gewann 2018 den Gesamtweltcup sowie mehrere Bronze- und eine Silbermedaille bei Weltmeisterschaften.
In ihrer Karriere hat Skarstein bisher an vier Paralympischen Spielen teilgenommen, den Sommerspielen in Rio de Janeiro und den Winterspielen in Sotschi und Peyong Chang und den Sommer-Paralympics 2020 in Tokio.
Bei den Paralympischen Sommerspielen in Tokio gewann sie am 29. August 2021 über die 2000-Meter-Strecke die Goldmedaille.

## Soziales und politisches Engagement
Neben ihrer sportlichen Karriere ist Skarstein politisch und sozial aktiv. Sie war unter anderem Teil des Studentenparlamentes und saß für die Arbeiderpartiet im Finanzkomitee der Stadt Oslo. 2014 wurde sie zudem in den neu geschaffenen norwegischen Biotechnologierat berufen, dem sie bis 2019 angehörte.
Beim Weltwirtschaftsforum in Davos war sie 2016 als Sprecherin zum Thema Vierte Industrielle Revolution geladen und sprach über die Möglichkeiten, die die Digitalisierung Menschen mit Behinderungen bieten kann.

## Auszeichnungen (Auswahl)
- 2019 – Egebergs Ærespris
- 2019 – Årets funksjonshemmede kvinnelige idrettsutøver – Norges idrettsforbund og olympiske og paralympiske komité
- 2017 – Para Crew of the Year des Weltruderverbandes[11]
- 2016 – Årets Trønder